# ارگانوفسفات
اُرگانوفُسفات (به انگلیسی: Organophosphate) یا اُرگانوفسفره نامی عمومی برای استرهای اسید فسفریک است. ترکیبات ارگانوفسفات به دو شکل حشره‌کش‌ها یا آفت‌کش‌های گیاهی و جنگ‌افزار شیمیایی تولید و کاربرد دارند. حشره‌کش‌های مالاتیون و دیازینون مثال‌هایی از این خانواده هستند. پادزهر اصلی آن آتروپین داخل وریدی است.

نمایی از ساختار عمومی گروه‌های عاملی ارگانوفسفات‌ها

## تاریخچه
اغلب سموم فسفره یا ارگانوفسفره در زمان جنگ جهانی دوم توسط دانشمند آلمانی به نام گرهارد شرادر کشف گردید. این سموم برای حشرات بسیار سمی و برای انسان و حیوانات نیز سمی است بنابراین در بهداشت مصرف کمی دارند.

## اثرات زیستی
این سموم بر روی بافت‌های عصبی اثر کرده و در سیناپس‌ها فعالیت کولین استراز را مختل می‌کنند (عدم تخریب استیل کولین در پایانه‌های پاراسمپاتیک). این سموم در انسان از طریق تنفس و جذب پوستی اثر می‌کنند.

## ساختار شیمیایی
به‌طورکل این سموم دارای فرمول کلی زیر می‌باشند:
1. اتم مرکزی فسفر متصل به اتم اکسیژن با دو پیوند.
2. دو گروه چربی دوست مانند الکل‌ها.
3. یک گروه جدا شونده مانند هالوژن‌ها.

همچنین بعضی از ارگانوفسفره‌ها دارای پیوند کربن-فسفر هستند که به‌طور معمول در فرمول حشره کش‌های معمولی پیدا نمی‌شود. این پیوند پایداری بیشتری به ترکیب داده و سمیت آن‌ها را به شدت افزایش می‌دهند. گازهای اعصاب سارین وVX دارای این پیوند هستند.

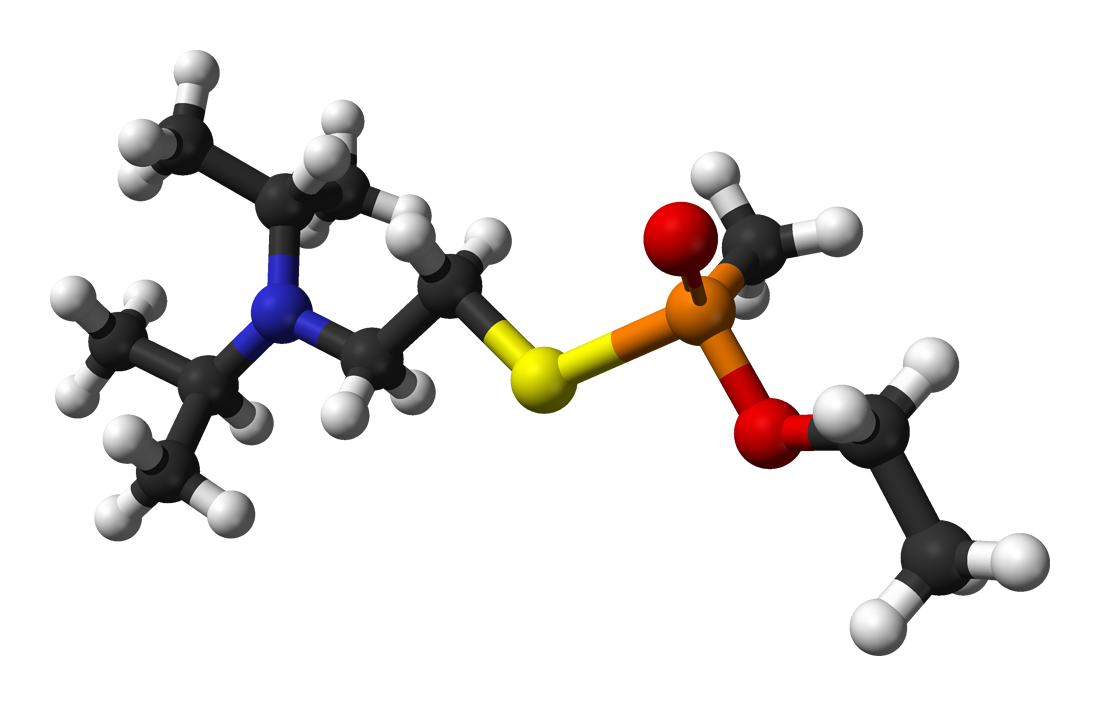
Chemical form of the nerve agent VX

ترکیبات سریN از سری دیگری از این سموم هستند که چندین برابر قوی‌تر و سریع‌تر از حشره‌کش‌های معمولی عمل می‌کنند، همچنین این ترکیبات دارای سری‌های بسیار سمی (حتی سمی تر از گازهای اعصاب مانند سارین)، بسیار پایدار و دارای قابلیت تبخیراند و از آن‌ها می‌توان به عنوان یک سلاح شیمیایی مرگبار استفاده نمود.